# Phare de Don Luis
Le phare de Don Luis  ou phare de Ilhéu dos Pássaros est un phare situé au sommet de l'île d'Ilhéu dos Pássaros, proche de l'île de São Vicente du groupe des îles de Barlavento, au Cap-Vert.
Ce phare géré par la Direction de la Marine et des Ports (Direcção Geral de Marinha e Portos ou DGMP).

## Histoire
Ilhéu dos Pássaros est dans la zone séparant Porto Grande Bay et le Canal de São Vicente (en). L'îlot est située à l'ouest de Ponta João Ribeiro (en) dans l'île de São Vicente au nord-ouest du Cap-Vert et à 3,5 km au nord-ouest du port de Mindelo. Le phare se trouve au sommet du point le plus élevé de l'îlot, les bâtiments techniques se trouvent à mi-chemin. On n'y accède que par un sentier démarrant de la mer où un quai permet l'accès en bateau dans un petit port situé à l'est du Mont Cara.

## Description
Le phare a été construit vers 1882, à l'apogée du trafic maritime entrant et sortant de Porto Grande Bay et s'arrêtant au port de Mindelo. Aujourd'hui il guide les navires qui s'arrêtent ou quittent la baie de Porto Grande, la navigation intérieure des ferry et navires entrant et sortant de l'archipel.
Le phare porte le nom de Louis Ier du Portugal (Don Luis) qui fut l'un des derniers rois du Portugal.
Le phare est une tourelle hexagonale blanche en forme de pyramide tronquée avec une petite lanterne rouge mesurant 5 m de haut. Il émet, à une hauteur focale de 86 m, trois éclats blancs toutes les 12 secondes. Sa portée est de 14 milles nautiques (environ 26 km).
Identifiant : ARLHS : CAP-010 ; PT-2024 - Amirauté : D2942 - NGA : 113-24100.
|                    |
| Ilhéu dos Passaros |

|                    |
| Île de São Vicente |

## Caractéristique dufeu maritime
Fréquence sur 12 secondes : (W-W-W)
- Lumière : 1 seconde
- Obscurité : 2 secondes
- Lumière : 1 seconde
- Obscurité : 2 secondes
- Lumière : 1 seconde
- Obscurité : 5 secondes

### Lien connexe
- Liste des phares au Cap-Vert